# Oddelek za prevajalstvo, Filozofska fakulteta v Ljubljani
Oddelek za prevajalstvo deluje na Filozofski fakulteti Univerze v Ljubljani. Na njem se izobražujejo bodoči prevajalci in tolmači za različne oblike prevajalskega in tolmaškega dela v gospodarstvu ter v različnih ustanovah v Sloveniji, institucijah Evropske unije in drugih mednarodnih institucijah. Jeziki, ki jih lahko bodoči prevajalci in tolmači izberejo na Oddelku za prevajalstvo, so poleg slovenščine angleščina, francoščina, italijanščina in nemščina. Študijski programi Oddelka za prevajalstvo sledijo sodobnim razvojnim trendom na področju jezikovnih tehnologij in pripravljajo študente na delo v sektorju jezikovne industrije.

## Zgodovina
Začetki samostojnega prevajalskega študija na Filozofski fakulteti UL segajo v leto 1987, ko se je na angleški smeri Oddelka za germanske jezike in književnosti uvedla prevajalska smer. Sledila je uvedba prevajalske smeri na nemcistiki leta 1989.
Kot odgovor na izraženo željo nove države, da bi postala članica Evropske skupnosti, je začela naraščati tudi potreba po slovenskih prevajalcih in tolmačih. Leta 1994 je po zaslugi naporov prof. dr. Mete Grosman Univerza v Ljubljani prejela sredstva v okviru evropskega projekta TEMPUS in podpisala sporazume z osmimi partnerji, med njimi šestimi zahodnoevropskimi univerzitetnimi inštitucijami, ki so izobraževale prevajalce in tolmače. Cilja projekta sta bila izoblikovanje sodobnega študijskega programa za izobraževanje prevajalcev in tolmačev in ustanovitev novega oddelka za prevajalstvo. Večino dela pri pripravi so opravili trije posamezniki: prof. dr. Meta Grosman z Oddelka za germanske jezike in književnosti FF UL, ki je vodila projekt TEMPUS in politično spretno prepričevala različne deležnike o nujnosti novega oddelka in študijskega programa, prof. dr. Erich Prunč, s prevajalskega inštituta Univerze v Gradcu, ki je bistveno vplival na vsebinsko usmerjenost in širino novega programa ter poudaril tudi potrebo po dobri tehnični opremljenosti in tehnični podpori novega oddelka, in prof. dr. Irena Kovačič, z Oddelka za germanske jezike in književnosti, ki je študijski program napisala in dokončno oblikovala v skladu z zahtevami slovenske univerzitetne in državne zakonodaje. Po treh letih priprav se je leta 1997 na novo študijsko smer vpisalo 80 študentov, ki so se poleg obvezne slovenščine učili prevajanja v kombinaciji z angleščino, nemščino, francoščino in italijanščino. Dodiplomski študijski program Prevajanje je v prvih dveh letnikih gradil na jezikovnih in kulturnih kompetencah študentov v dveh tujih jezikih in v slovenščini, v tretjem in četrtem letniku pa ponujal številne izbirne seminarje, kar je bila takrat novost v slovenskem akademskem okolju. Študenti so se urili ne samo v prevajanju v slovenščino, ampak tudi v tuji jezik, in so lahko izbirali med različnimi prevajalskimi seminarji: od podnaslovnega in literarnega prevajanja do prevajanja pravnih, evropskih in poslovnih besedil ali tolmačenja.

## Študijski programi
Na Oddelku za prevajalstvo študij poteka na vseh treh stopnjah visokošolskega študija.

### Prva stopnja
Na Oddelku za prevajalstvo se na prvi stopnji izvaja študijski program Prevajalstvo, na katerem slušatelji in slušateljice pridobivajo znanja na področju prevajanja, v omejenem obsegu pa tudi osnove tolmačenja. Program Prevajalstvo se izvaja v dveh oblikah:
- kot enopredmetni študij s tremi različnimi smermi, slovenščina-angleščina-nemščina, slovenščina-angleščina-francoščina in slovenščina-angleščina-italijanščina;
- kot dvopredmetni študij s štirimi različnimi smermi, slovenščina-angleščina, slovenščina-nemščina, slovenščina-francoščina in slovenščina-italijanščina.

V okviru enopredmetnega študijskega programa s smerjo slovenščina-angleščina-italijanščina se izvaja tudi dvojna diploma z Univerzo v Trstu, v okviru katere študenti en letnik opravijo na Univerzi v Trstu in ob koncu pridobijo diplomi obeh univerz.

### Druga stopnja
Na Oddelku za prevajalstvo se na drugi stopnji izvajajo magistrski študijski programi Prevajanje, Tolmačenje, skupni študijski program Prevajanje (slovenščina-angleščina-nemščina) z Univerzo v Gradcu ter interdisciplinarni študijski program Digitalno jezikoslovje.
Magistrski program Prevajanje se izvaja v dveh oblikah:
- kot enopredmetni študij s tremi različnimi smermi, slovenščina-angleščina-nemščina, slovenščina-angleščina-francoščina in slovenščina-angleščina-italijanščina;
- kot dvopredmetni študij s štirimi različnimi smermi, slovenščina-angleščina, slovenščina-nemščina, slovenščina-francoščina in slovenščina-italijanščina.

### Tretja stopnja
Na Oddelku za prevajalstvo  se na tretji stopnji izvajata dve smeri interdisciplinarnega doktorskega študijskega programa Humanistika in družboslovje, to sta Prevodoslovje in Digitalno jezikoslovje.

## Študijske izmenjave
Oddelek za prevajalstvo je tudi izredno dejaven v programu Erasmus+, saj imajo sklenjenih več deset pogodb o izmenjavi študentov z institucijami po vsem svetu. Poleg tega lahko študenti opravijo mobilnosti na partnerskih univerzah v okviru mrež CEEPUS.

## Mednarodne povezave
Oddelek za prevajalstvo je član številnih pomembnih evropskih in drugih mednarodnih združenjih prevajalskih in tolmaških oddelkov oziroma programov. To so: 
1. EMT, European Master’s in Translation (Evropska mreža magistrskih programov iz prevajanja),
2. EMCI, European Masters in Conference Interpreting (Evropski konzorcij magistrskih programov iz konferenčnega tolmačenja),
3. ID-TS, International Doctorate in Translation Studies (Mednarodni doktorat iz prevodoslovja),
4. CIUTI, Conférence internationale permanente d'instituts universitaires de traducteurs et interprètes (Mednarodna akademija univerzitetnih prevajalskih in tolmaških inštitutov),
5. EULITA, European Legal Interpreters and Translators Association (Evropsko združenje pravnih tolmačev in prevajalcev),
6. PETRA-E* Network (Mreža za izobraževanje književnih prevajalcev),
7. AIIC, International Association of Conference Interpreters (Mednarodno združenje konferenčnih tolmačev).

## Katedre
1. Katedra za prevodoslovje
2. Katedra za jezikovne tehnologije, leksikologijo in terminologijo
3. Katedra za tolmačenje
4. Katedra za slovenski jezik
5. Katedra za angleški jezik
6. Katedra za nemški jezik
7. Katedra za francoski jezik
8. Katedra za italijanski jezik

## Predstojniki
1997–1999: dr. Irena Kovačič
1999–2002: mag. Kasilda Bedenk
2002–2006: dr. Nike Kocijančič Pokorn
2006–2008: dr. Nike Kocijančič Pokorn
2008–2010: dr. Vojko Gorjanc
2010–2014: dr. Nike Kocijančič Pokorn
2014–2018: dr. David Limon
2018–2021: dr. Mojca Schlamberger Brezar
2021–2025: dr. Agnes Pisanski Peterlin 

## Znanstvenoraziskovalna dejavnost
Oddelek za prevajalstvo sodeluje pri številnih raziskovalnih programih ter nacionalnih, bilateralnih in mednarodnih projektih. Sodeluje s tako evropskimi kot tudi zunajevropskimi državami, pri projektih pa se osredotočajo na razvoj tolmačenja in se posvečajo predvsem različnim problematikam prevodoslovja.

## Dogodki
- 1997 – Organizacija mednarodne prevodoslovne konference Prevajanje v nematerne jezike
- 1999 – Organizacija 32. letne konference Evropskega združenja jezikoslovcev Societas Linguistica Europea
- 2000 – 5. seminar TELRI, skupaj z IJS
- 2004 – Organizacija mednarodne konference Onkraj ekvivalence / Jenseits der Äquivalenz / Oltre l'equivalenza
- 2007 - organizacija mednarodne konference Why Translation Studies Matters, 5. kongres Evropske prevodoslovne zveze EST
- 2015 – organizacija konference Slovenščina na spletu in v novih medijih
- 2015/16 – organizacija in izvedba seminarja posodobitvenega profesionalnega usposabljanja strokovnih delavcev v vzgoji in izobraževanju z naslovom Spremenjeno s prevodom
- 2016 – organizacija mednarodne konference CMC and Social Media Corpora for the Humanities
- 2018 – Liber.ac: priprava spremljevalnega programa z naslovom Prevajanje svetov za 9. sejem akademske knjige Liber.ac pod okriljem Znanstvene založbe FF in Knjigarne FF
- 2019 – organizacija okrogle mize Vprašanje večjezičnosti in multikulturnosti v osnovni šolo v Sloveniji: načela in praksa
- 2019 – organizacija mednarodne konference Translation and Interpreting Responding to the Challenges of Contemporary Society
- 2019 – organizacija mednarodne konference Jezikovni, literarni in kulturni stiki – sto let študija francoščine na Univerzi v Ljubljani / Contacts linguistiques, littéraires, culturels : cent ans d’études du français à l’Université de Ljubljana
- 2023 – organizacija okrogle mize Jezikovne storitve danes in jutri: priložnosti in izzivi za prevajalce in tolmače
- 2024 – organizacija mednarodne konference III Convegno Internazionale Italiano E Lingue Slave: Confronti Linguistici, Traduttivi E Culturali: Libro Dei Riassunti

### Doktorske poletne šole

#### Doktorska poletna šola DOTTSS
Oddelek že vrsto let sodeluje pri organizaciji poletne šole DOTTSS (Doctoral Teacher-Training Translation Studies Summer School) za doktorske študente prevodoslovja in učitelje, ki se je lahko udeležijo študenti in drugi udeleženci s celotnega sveta. Poletna šola je bila prvič organizirana leta 2012.

#### TRANSTECH
TRANSTECH je poletna šola prevajalskih tehnologij, namenjena nadobudnim študentom prevajalstva, lokalizacije, tolmačenja, medjezikovnega posredovanja in sorodnih disciplin. Organizirana je od leta 2013.

## Knjižnica oddelka
Knjižnica za anglistiko, germanistiko in prevajalstvo je skupna knjižnica treh oddelkov: Oddelka za anglistiko in amerikanistiko, Oddelka za germanistiko z nederlandistiko in skandinavistiko ter Oddelka za prevajalstvo. Je ena izmed 18 oddelčnih knjižnic za Filozofski fakulteti, ki so organizacijsko in strokovno povezane v Osrednji humanistični knjižnici. Bila je ustanovljena leta 1920 pri tedanjem Seminarju za germansko filologijo in je bila ves čas pomembna opora študijskem procesu in znanstvenoraziskovalnem delu vsem oddelkom, ki jih je zastopala. Leta 1998 se je knjižnica ob delitvi oddelka preimenovala v Knjižnico oddelkov za anglistiko in germanistiko, 2006 pa je s priključitvijo knjižnice Oddelka za prevajalstvo postala Knjižnica za anglistiko, germanistiko in prevajalstvo. Najbolj zastopana strokovna področja knjižnice so angleščina, nemščina, književnost v angleščini in nemščini, prevodoslovje, splošno jezikoslovje, besediloslovje, literarna zgodovina in teorija, metodika pouka angleškega in nemškega jezika ter številne znanstvene in strokovne revije s teh področij. Knjižnica ima v lasti najbogatejšo zbirko švedske, nizozemske, islandske, danske in norveške literature v Sloveniji. Knjižnica nudi tudi izobraževanje uporabnikov – organizira uvajanje v uporabo knjižnice in informacijskih virov za 1. letnike, uporabo informacijskih virov v okviru nekaterih študijskih predmetov ter individualne inštrukcije za iskanje po OPAC-u ali za uporabo elektronskih informacijskih virov po dogovoru. 

## Publikacije
Leta 2010 je oddelek začel pri Znanstveni založbi Filozofske fakultete izdajati zbirko monografskih publikacij Prevodoslovje in uporabno jezikoslovje, ki je prva prevodoslovna zbirka v Sloveniji.
Leta 2021 sta Oddelek za prevajalstvo in Slovensko translatološko društvo STRIDON ustanovila mednarodno znanstveno revijo STRIDON, ki izhaja dvakrat letno v prostem dostopu.